# Монсо-ле-Нёф-э-Фокузи
Монсо-ле-Нёф-э-Фокузи́ (фр. Monceau-le-Neuf-et-Faucouzy) — коммуна во Франции, находится в регионе Пикардия. Департамент коммуны — Эна. Входит в состав кантона Марль. Округ коммуны — Вервен.
Код INSEE коммуны — 02491.

## Население
Население коммуны на 2010 год составляло 345 человек.
| 1962 | 1968 | 1975 | 1982 | 1990 | 1999 | 2010 |
| ---- | ---- | ---- | ---- | ---- | ---- | ---- |
| 483  | 459  | 418  | 370  | 348  | 330  | 345  |

## Экономика
В 2010 году среди 217 человек трудоспособного возраста (15—64 лет) 141 были экономически активными, 76 — неактивными (показатель активности — 65,0 %, в 1999 году было 66,0 %). Из 141 активных жителей работали 124 человека (76 мужчин и 48 женщин), безработных было 17 (7 мужчин и 10 женщин). Среди 76 неактивных 21 человек были учениками или студентами, 22 — пенсионерами, 33 были неактивными по другим причинам.